# Белая Криница
Бе́лая Крини́ца (укр. Біла Криниця, рум. Fântâna Albă) — село в Каменецкой сельской общине Черновицкого района Черновицкой области Украины. Расположено около пограничной железнодорожной станции «Вадул-Сирет».
Село Белая Криница представляет собой центр поселения староверов на Буковине. Русские старообрядцы-липоване прибыли[когда?] на Буковину из Причерноморья, Валахии и Бессарабии.

## История
Поселения появились[когда?] в трёх уездах. Австрийское правительство, заинтересованное в заселении Буковины, приветствовало переселение старообрядцев и императорским патентом 1783 года Иосиф II освободил их от налогов на 20 лет и гарантировал свободу вероисповедания. За небольшую сумму переселенцы получили земли и были освобождены от барщины и на 50 лет от военной службы. Белая Криница была основана в урочище Варница, где находился родник с известковой водой, эту местность румыны называли Фынтына Албэ (Белый Источник), поэтому липоване назвали село именно таким образом: Белая Криница. Одновременно с селом был основан мужской монастырь, который в настоящее время возрождается. В 1838 году сюда из России приехали иноки Павел Белокриницкий и Геронтий. Белая Криница была выбрана ими как резиденция будущего старообрядческого архиерея, на поиски которого они отправились на Восток.
Село стало центром обновления епархии русской старообрядческой диаспоры поповского толка. При материальной помощи единоверцев из России село имело свой церковный центр — монастырь и собор. На базе монастыря в 1844 году была создана епархия, а с 1846 года епархию во главе с митрополитом — митрополию, которая посвящала старообрядческих священников и епископов отовсюду. Про жизнь старообрядцев в Белой Кринице писали Лев Толстой, Владимир Короленко, Александр Герцен, Фёдор Чащин, Андрей Мельников-Печерский («Очерки поповщины»).
В 1853 года был поставлен старообрядческий епископ для России Антоний (Шутов), с 1863 года носивший титул архиепископа Московского и всея России.
В 1940—1941 годах в связи с тем, что село Белая Криница стало территорией Советского Союза, митрополия была перенесена в Румынию, ближе к основной массе верующих, которые в основном проживают в жудеце Тулча, и сейчас резиденция митрополита Белокриницкого находится в Брэиле.
В 1988 году в Белой Кринице был создан музей старообрядчества, который в 1996 году был закрыт для ежедневного посещения в связи с недостатком средств. В настоящее время музей можно посетить по предварительной договорённости.
В 1996 году в Белой Кринице состоялся Всемирный Освященный Собор старообрядцев, приемлющих белокриницкую иерархию, с участием представителей Украины, России и Румынии. В 2006 году здесь прошёл Освящённый собор Русской православной старообрядческой церкви.
В августе 2007 года Белую Криницу посетили президент Украины Виктор Ющенко с супругой, которых сопровождал губернатор Черновицкой области Владимир Кулиш. При встрече также присутствовали главы района и сельской рады, жители села.

## Белокриницкий расстрел
После присоединения Северной Буковины к СССР среди граждан румынской национальности возникло движение за переход в Румынию. 1 апреля 1941 года 2—3 тысячи человек организованно, с крестами и хоругвями прибыли в райцентр Глубокая, где потребовали от органов советской власти принять у них заявления на выезд в Румынию. Получив отказ, они колонной двинулись в сторону границы, где в урочище Варница недалеко от Белой Криницы их встретили советские пограничники, открывшие огонь из пулемётов. Как минимум 48 человек, по разным данным, погибли, а 22 человека из числа выживших были осуждены за «участие в антисоветской группе при попытке измены Родине» (реабилитированы прокуратурой Черновицкой области 11 января 1990 года).

## Достопримечательности
- Успенский собор старообрядцев построен в 1900—1908 годах на средства московского купца Глеба Степановича Овсянникова в честь сына Александра, который умер молодым. Храм был закончен к 1908 году и освящён во имя Успения Богородицы митрополитом белокриницким Макарием в сослужении архиепископа московского Иоанна. В настоящее время в соборе ведутся реставрационные работы.
- Неподалёку расположена Космодамианская церковь XVIII—XIX веков, типично украинской деревянной архитектуры.

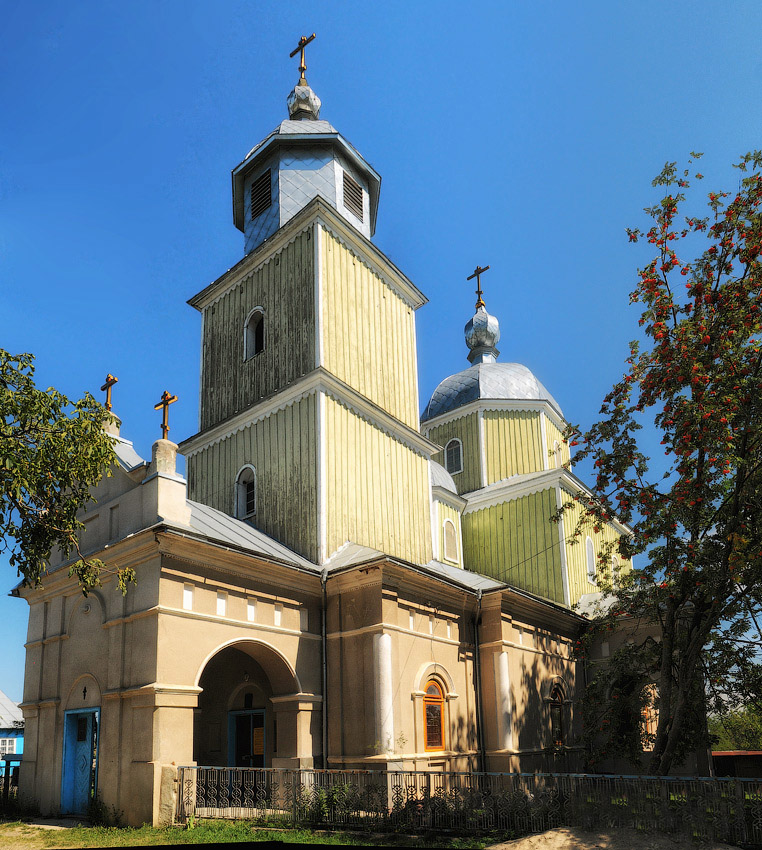
Старообрядческая Космодамианская церковь
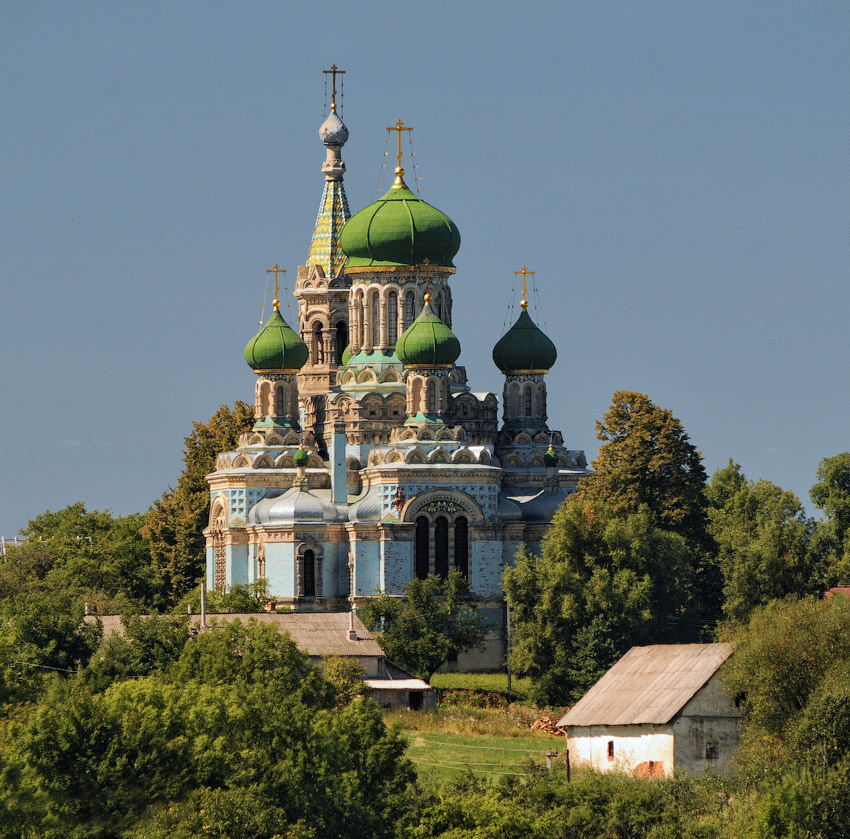
Успенский собор